# وادي باحجري (المكلا)

تعديل مصدري - تعديل

وادي باحجري هي إحدى قرى عزلة المكلا بمديرية المكلا التابعة لمحافظة حضرموت، بلغ تعداد سكانها 113 نسمة حسب تعداد اليمن لعام 2004.